# Cavendish Rocks
Cavendish Rocks är en kulle i Antarktis. Den ligger i Östantarktis. Nya Zeeland gör anspråk på området. Toppen på Cavendish Rocks är 1 011 meter över havet.
Terrängen runt Cavendish Rocks är bergig åt sydväst, men åt nordost är den kuperad. Trakten är obefolkad. Det finns inga samhällen i närheten.